# Microcreagris grandis
Microcreagris grandis är en spindeldjursart som beskrevs av William B. Muchmore 1962. Microcreagris grandis ingår i släktet Microcreagris och familjen helplåtklokrypare. Inga underarter finns listade i Catalogue of Life.